# Listopad 2019

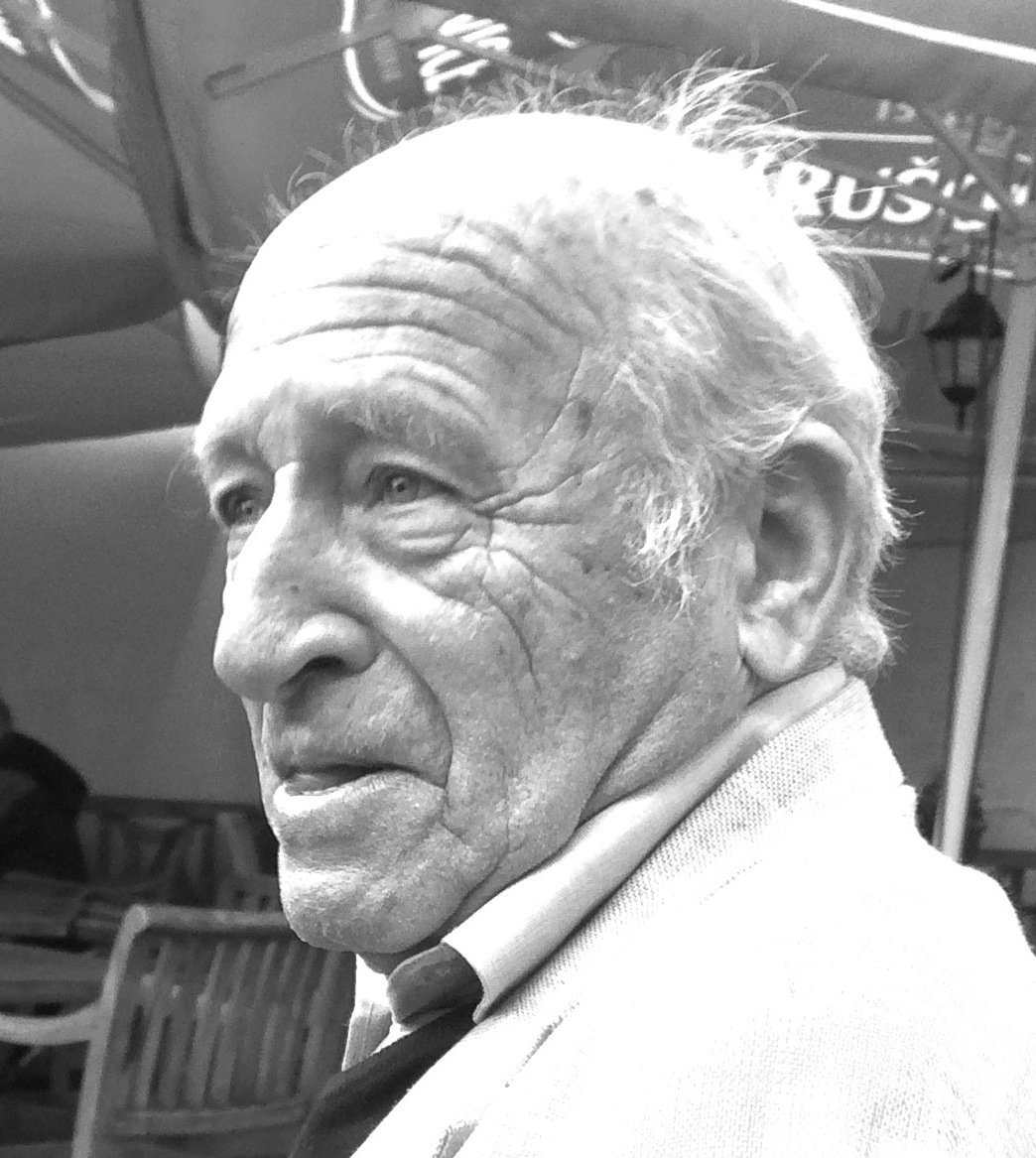
Jan Stráský

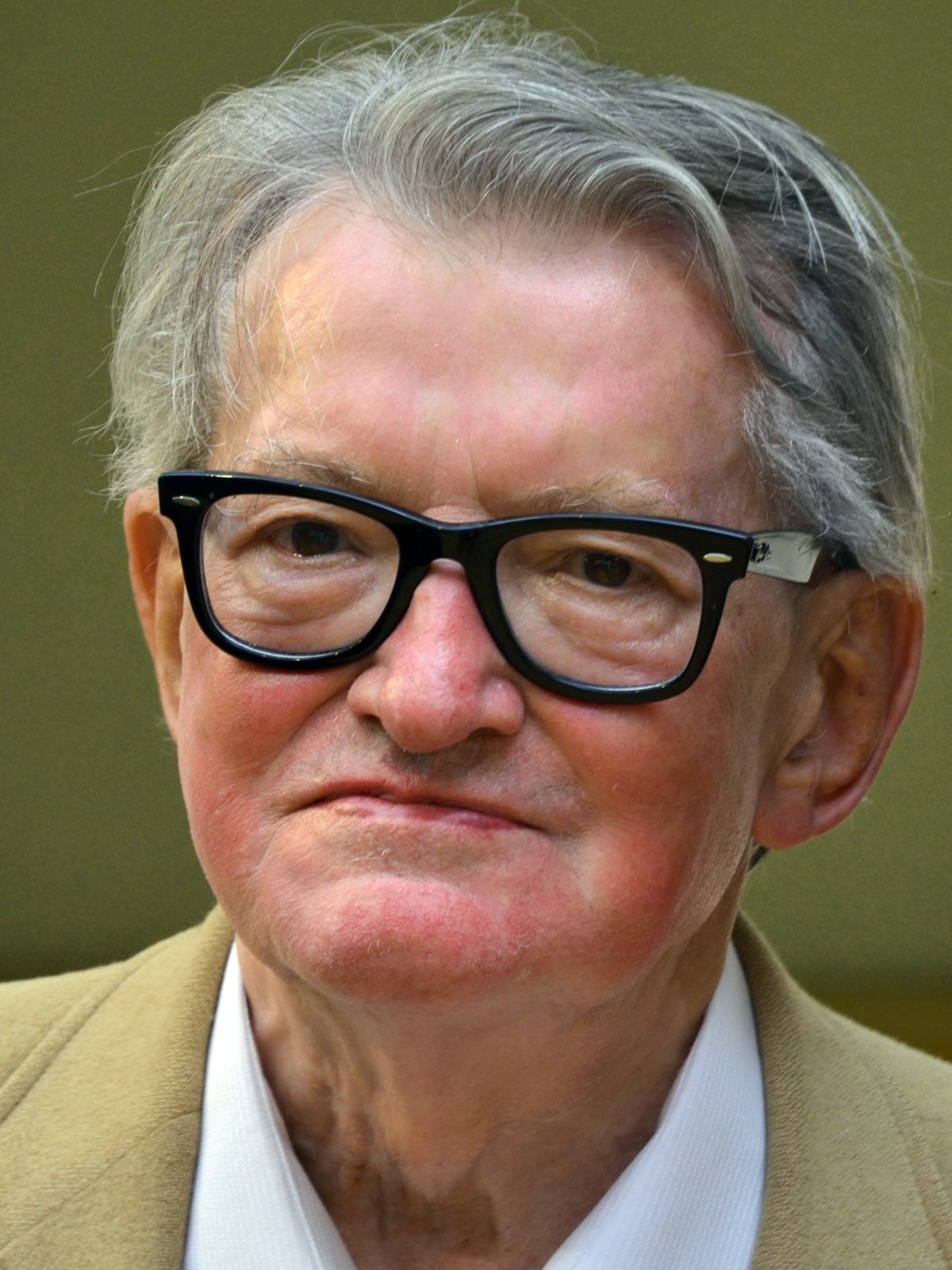
Vojtěch Jasný

Toto je archivovaný článek z portálu Aktuality.
1. listopadu − pátek
 Při výbuchu v pardubické firmě Explosia byli zraněni 4 lidé.
 V Hradci Králové bylo po dvouleté rekonstrukci otevřeno Muzeum východních Čech.
2. listopadu − sobota
 Při útoku na vojenskou základnu v Mali zemřelo okolo padesáti malijských a jeden francouzský voják.
3. listopadu − neděle
 Znečištění ovzduší v indickém hlavní městě Dillí dosáhlo extrémních hodnot. Obsah polétavého prachu zde překračuje hodnotu 500 μg/m³, některé stanice hlásí více 999 μg/m³, tedy více než maximální měřitelnou hodnotu. Zdravotní riziko přitom hrozí od 100 μg/m³ a běžný dlouhodobý průměr je kolem 10 μg/m³.

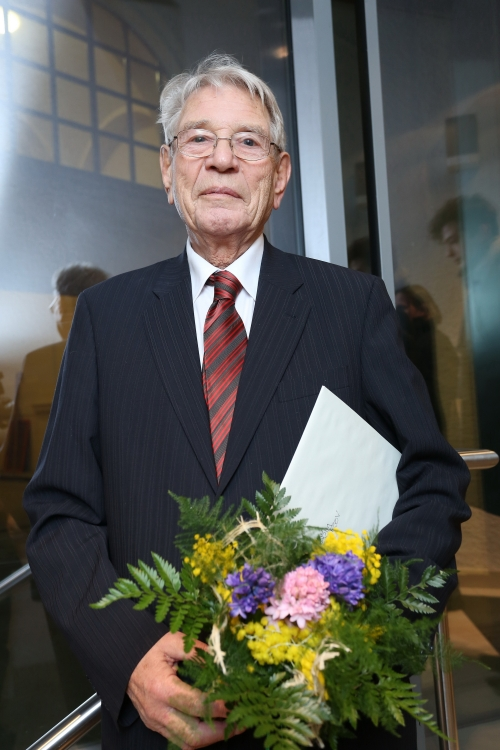
Vadim Petrov

4. listopadu − pondělí
 Hudební skladatel Vadim Petrov (na obrázku) byl vyznamenán Řádem přátelství, nejvyšším ruským vyznamenáním, které může cizinec obdržet.
5. listopadu − úterý
 Devět lidí, šest dětí a tři ženy, bylo zabito při útoku na skupinu amerických občanů v mexickém státě Sonora. Mexické úřady z masakru viní drogový kartel.
6. listopadu − středa
 Ve věku 78 let zemřel, Jan Stráský (na obrázku), poslední předseda vlády Československa.
8. listopadu − pátek
 Český prezident Miloš Zeman odcestoval na dvoudenní oficiální návštěvu Německa, kde mj. připomene 30. výročí pádu Berlínské zdi.
10. listopadu − neděle
 Bolivijský prezident Evo Morales odstoupil z funkce v reakci na soustavné protesty domácí opozice a neuznání výsledku prezidentských voleb Organizací amerických států.
 Írán oznámil, že v provincii Chúzistán bylo objeveno nové ropné pole se zásobami přibližně 53 miliard barelů ropy, což znamená zvětšení íránských ropných rezerv zhruba o třetinu.
11. listopadu − pondělí
 Raketa Falcon 9 společnosti SpaceX úspěšně vynesla na oběžnou dráhu kolem Země dalších 60 družic chystané satelitní sítě Starlink.
 V australských státech Queensland a Nový Jižní Wales byl poprvé v historii vyhlášen stav ohrožení kvůli rozsáhlým lesním požárům a byla nařízena evakuace obyvatel. Je hlášeno více než 120 požárů a horké počasí dále zvyšuje pravděpodobnost jejich nekontrolovaného šíření.
 Zástupci České a Slovenské vlády se sešli na jednání ve Valticích.
12. listopadu − úterý
 Ruské ministerstvo spravedlnosti oznámilo, že zařadilo českou humanitární neziskovou organizaci Člověk v tísni na seznam organizací, které jsou v zemi nežádoucí.
13. listopadu − středa
 Při nehodě autobusu u slovenské Nitry zemřelo 13 lidí a 17 jich bylo zraněno.
 Izraelská armáda v pondělí 11. 11. zabila v palestinské Gaze jednoho z velitelů ozbrojené radikální palestinské organizace Palestinský islámský džihád Bahá abú Attu a zaútočila i na další cíl. Během následujících dnů bylo z Gazy odpáleno přes 200 raket, z nichž některé na izraelské území skutečně dopadly. Izraelské strana ostřelování opětovala a výsledkem je 18 mrtvých na palestinské straně a několik desítek raněných osob na obou stranách.
15. listopadu − pátek
 Ve věku 93 let zemřel Vojtěch Jasný (na obrázku), scenárista, filmový režisér a fotograf.

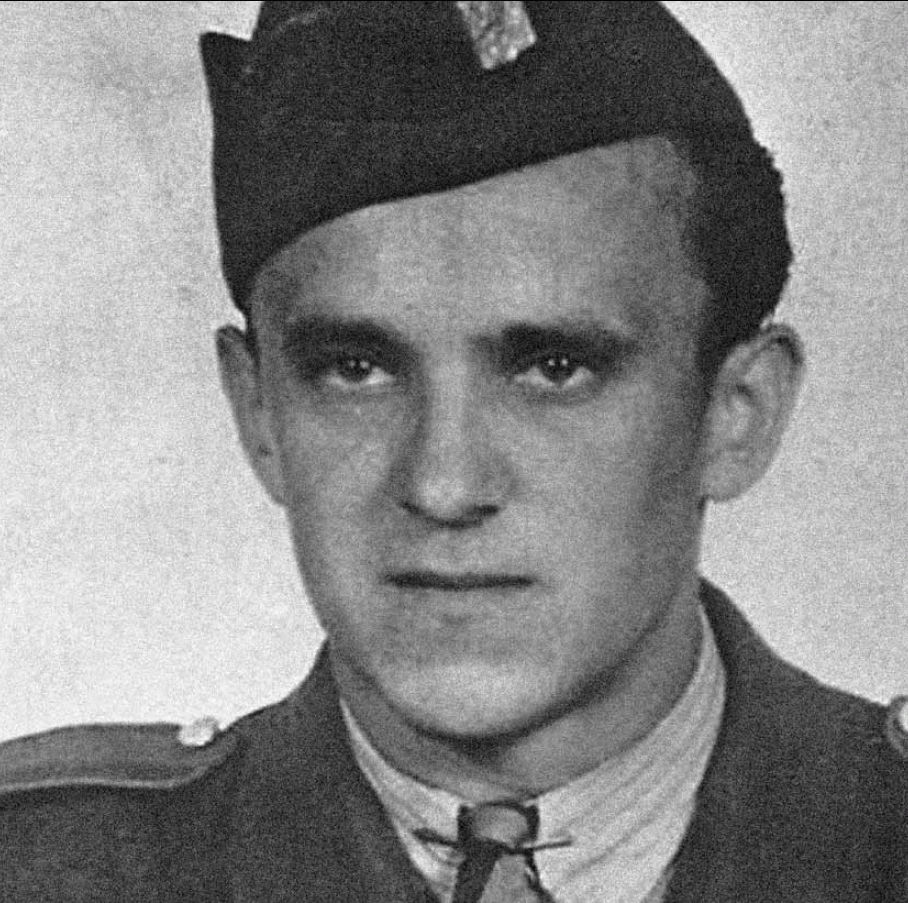
Josef Hasil v uniformě příslušníka SNB (před 1949)

 Ve věku 95 let zemřel Josef Hasil (na obrázku), „Král Šumavy“ a později agent americké zpravodajské služby CIC.
 Italské Benátky byly postiženy extrémními záplavami, během nichž by voda měla stoupnout o 160 centimetrů. Preventivně bylo proto např. uzavřeno náměstí Svatého Marka, jedno z nejníže položených míst ve městě.
17. listopadu − neděle
 Celé Česko si připomíná 30 let od sametové revoluce. Jako tradičně byla hlavním dějištěm oslav Praha, kde se na Národní třídě střídali představitelé politických stran, aby položením věnce uctili památku obětem protestů. V rámci oslav se také konal průvod, který kopíroval trasu tehdejší studentské manifestace. Následovaly rozsáhlé oslavy, a to zejména na Václavském náměstí, kde se uskutečnila řada koncertů a součástí byl i videomapping.
18. listopadu − pondělí
 Evropská komise v nově zvoleném složení může začít pracovat poté, co europoslanci hlasováním schválili nástup maďarského zástupce, Olivéra Várhelyiho.
 Vladimir Putin podpořil projekt výstavby mostu přes řeku Lenu.
19. listopadu − úterý

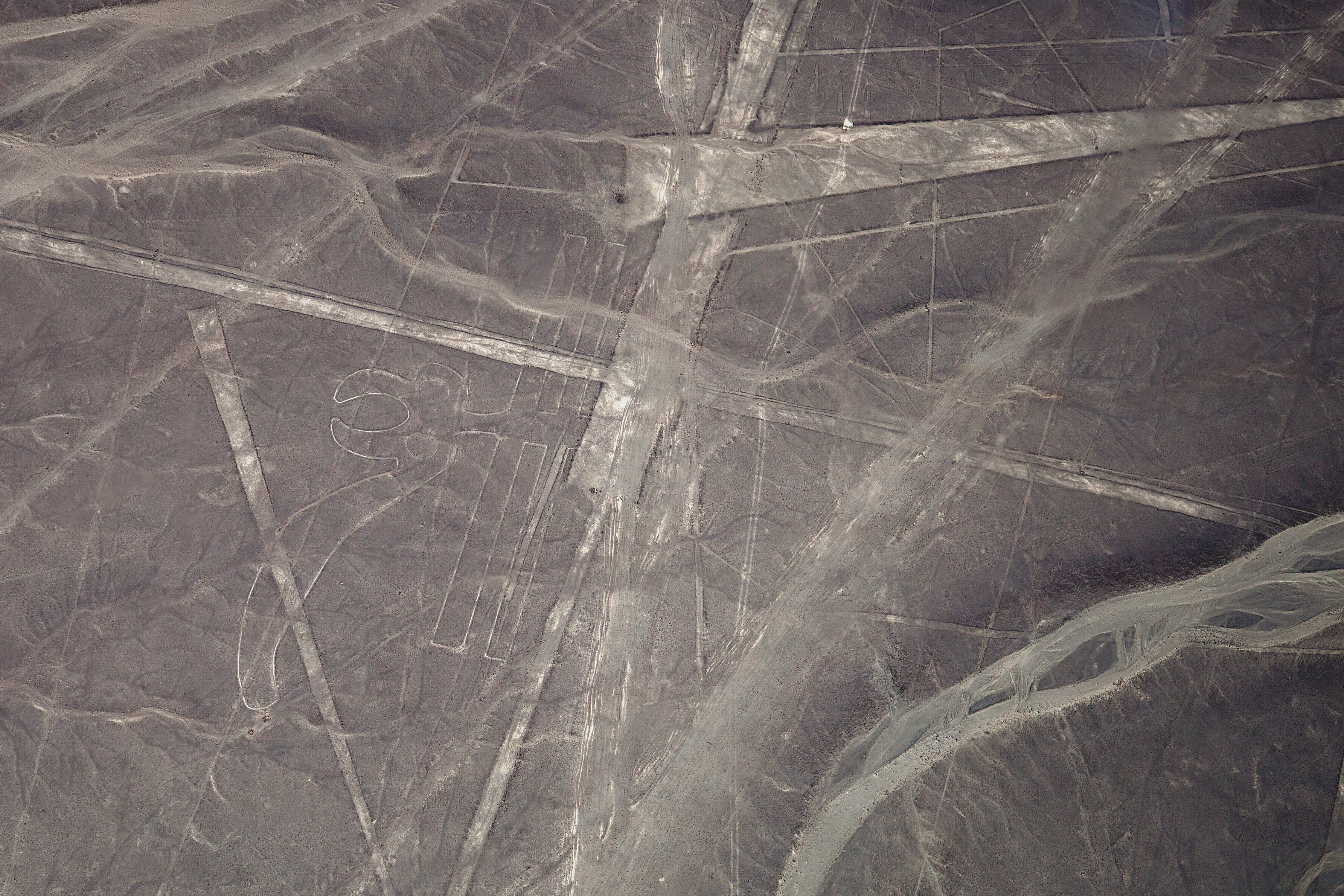
Obrazce na planině Nazca

 Využitím nejnovějších metod počítačového zpracování obrazu nalezli vědci na družicových záběrech 143 dosud neznámých obrazců na planině Nazca (na obrázku) v Peru.
 V Brazílii rychle roste tempo odlesňování Amazonie za účelem ekonomického rozvoje na úkor ochrany životního prostředí. Brazilská vláda je proto vystavena široké mezinárodní kritice a výzvám k ochraně přírodního bohatství planety.
20. listopadu − středa
 Severoatlantická aliance bude prioritně posilovat svoje zájmy ve vesmíru. Ministři zahraničí spojeneckých zemí tak schválili návrh na uznání vesmíru za pátou operační doménu NATO s tím, že zde nebude umísťovat zbraně, ale bude prostor využívat především k nevojenským účelům.
 Test modelu lodi Starship firmy SpaceX skončil výbuchem. Cílem testu bylo ověřit, že loď vydrží natlakování na maximální hranici, během testu došlo k uvolnění horní části tubusu lodi.
21. listopadu − čtvrtek
 Izraelský generální prokurátor obvinil úřadujícího premiéra Benjamina Netanjahua z podvodu, zneužití důvěry a podplácení. Je to poprvé v historii země, kdy byl její premiér vystaven přímému soudnímu stíhání. 
22. listopadu − pátek
 Ruský prezident Vladimir Putin oznámil, že i po tragické srpnové explozi u Severodvinsku (viz Aktualita 8.8.2019) trvá na dokončení vývoje jaderného zdroje pro motor s kapalným pohonem s plánovaným vojenským využitím.
23. listopadu − sobota
 Krakov jako jediné polské město vyhlásil zákaz topení tuhými palivy od začátku září a v současné době je již evidentní rozdíl v kvalitě ovzduší v samotném městě v porovnání s okolními obcemi, kde je smogová situace výrazně horší.
24. listopadu − neděle
 V podzimní potravinové sbírce se vybralo rekordních 330 tun potravin a 52 tun drogistického zboží.
25. listopadu − pondělí

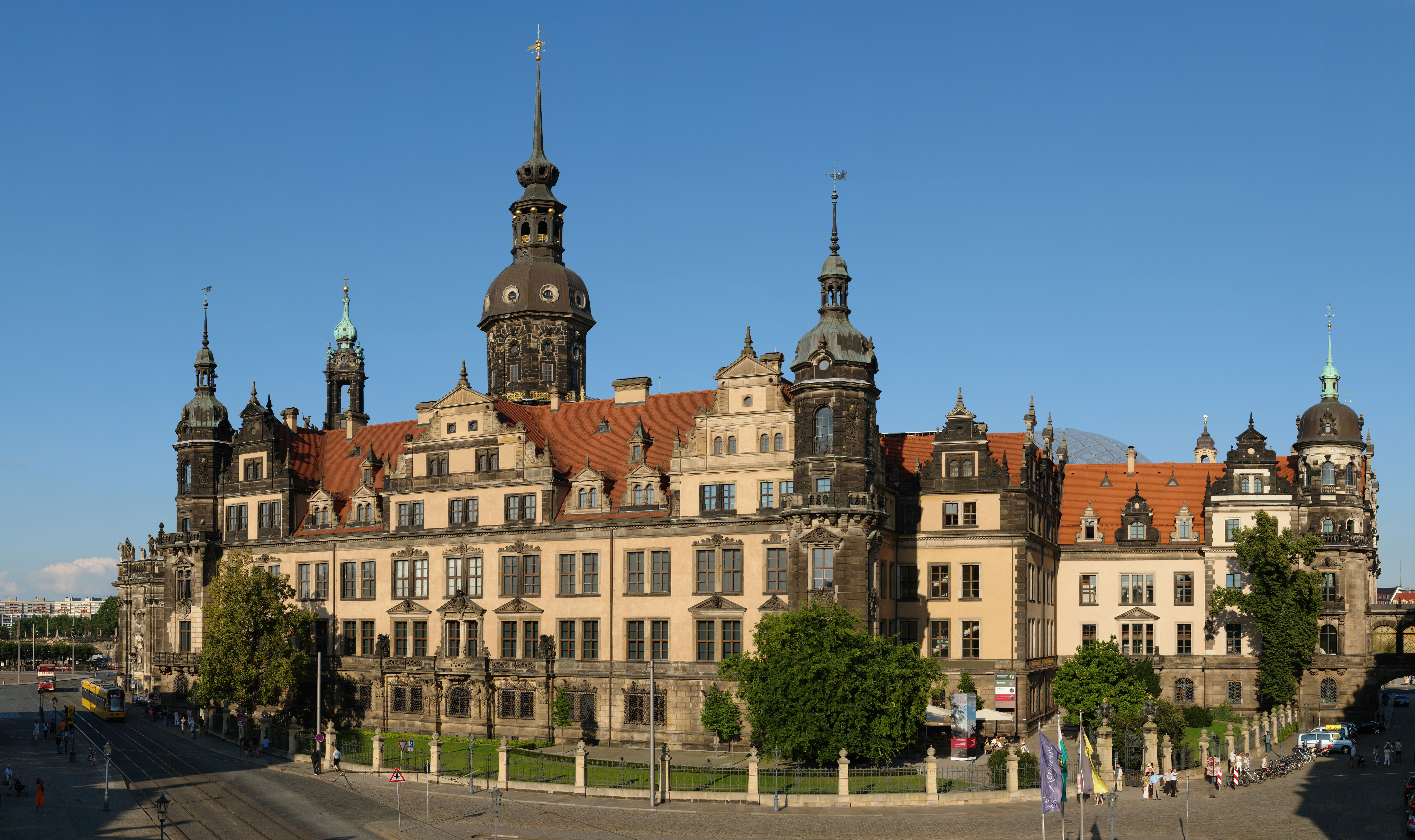
Rezidenční zámek

 Z drážďanské klenotnice Grünes Gewölbe (na obrázku) byly ukradeny unikátní šperky, diamanty a drahé kameny z historické sbírky německé spolkové země Sasko. Hodnota klenotů je díky jejich jedinečnosti a historickému odkazu nevyčíslitelná, ale klenotnická hodnota dosahuje částky jedné miliardy eur.
26. listopadu − úterý
 Zemětřesení o síle 6,4 stupně Richterovy stupnice zasáhlo západ Albánie. Velké škody byly hlášeny z přístavního města Drač, kde s vyprošťovacími pracemi pomáhá i armáda. Bylo ohlášeno minimálně 14 obětí na životech a 600 zraněných.
27. listopadu − středa
 Španělská policie zadržela malou ponorku původem z Kolumbie a nalezla v ní přes tři tuny kokainu, který by se na černém trhu prodal za více než 100 milionů eur. Jedná se o první zabavenou "narkoponorku", používanou pro dopravu drog přes Atlantský oceán do Evropy.
28. listopadu − čtvrtek
 Evropský parlament schválil rezoluci vyhlašující stav klimatické nouze a schválil vyhlášení uhlíkové neutrality do roku 2050.
 V anketě Czech Social Awards zvítězili Anna Šulc, Barbora Votíková, Kovy, sestry Nicole a Lucie Ehrenbergerovy, Jakub Gulab a Jitka Nováčková.
29. listopadu − čtvrtek
 V Tokiu zemřel ve věku 101 let Jasuhiro Nakasone, dlouholetý ministr a předseda japonské vlády (1982–1987).